# Survivor Series: WarGames (2024)
Survivor Series: WarGames 2024 року — це 38-е щорічне шоу професійного реслінгу Survivor Series, яке було організоване американською промоутерською компанією WWE. Також це був третій щорічний захід даної серії з припискою «WarGames» і відбувся він в суботу, 30 листопада 2024 року (за місцевим часом), на Роджерс-арені у Ванкувері, Британська Колумбія, Канада. Шоу транслювалось за принципом PPV та наживо, і в ньому взяли участь реслери з брендових підрозділів промоушену RAW та SmackDown. В основі події був матч WarGames (укр. «Військові Ігри»), командний поєдинок у сталевій клітці без даху, котра покриває два поєднані ринги.
Це третій Survivor Series, який відбувся у Канаді, після 1997 року в Монреалі та 2016 року в Торонто, але перший, який пройшов у Ванкувері. Це друге PPV-шоу WWE у 2024 році, яке відбулося в Канаді, оскільки Money in the Bank мав місце у Торонто в липні. Це також перша PPV-подія WWE в даному місті з часів заходу Rock Bottom: In Your House, що мав місце у грудні 1998 року на цій же арені, але під назвою General Motors Place. WarGames 2024 року стало останнім PPV та лайвстримінговим шоу для основного ростеру WWE, яке транслювалось на WWE Network на міжнародних ринках, оскільки його контент перейде до Netflix у січні 2025 року.

## Сюжети
Подія включала 5 поєдинків, які стали результатом розвитку сценарних сюжетних ліній. Результати заздалегідь визначались сценаристами WWE на брендах RAW та SmackDown, а сюжетні лінії створювались і розвивались на щотижневих телевізійних шоу WWE, Monday Night Raw та Friday Night SmackDown.
З 2021 по 2023 рік Роман Рейнс та його двоюрідні Брати Усо (Джиммі та Джей) очолювали угруповання Родовід, а менеджером виступав Пол Гейман. Вони утримували титули Беззаперечного Всесвітнього чемпіона WWE (Рейнс) та Беззаперечних командних чемпіонів WWE (Усо), до їхніх поразок на Реслманії 39 (Усо) та XL (Рейнс). Також, за цей час, Семі Зейн приєднався як почесний член і був у команді до січня 2023 року, а ще у склад увійшов молодший брат Усо, Соло Сікоа. Після внутрішнього розбрату, Усо покинули групу і вийшли переможцями під час командного матчу в межах "Громадянської Війни у Родоводі" на Money in the Bank 2023 року, однак, Усо розпалися, що призвело до матчу між ними на Реслманії XL, де Джей переміг Джиммі. Рейнс також програв Беззаперечне чемпіонство WWE Коді Роудсу на тому ж шоу. Через кілька місяців після поразки Рейнса, Сікоа очолив Родовід, вигнавши Джиммі, Геймана та Рейнса і, додавши Тама Тонга, Тонга Лоа та Джейкоба Фату. Рейнс повернувся на SummerSlam, розпочавши суперництво з Сікоа, а Джиммі повернувся на Bad Blood, що призвело до возз'єднання Рейнса і Усо. На Crown Jewel Рейнс і Брати Усо програли Сікоа, Фату і Тама Тонга після втручання Лоа, причому Сікоа утримав Рейнса. Після бою Родовід мав чисельну перевагу над Рейнсом і Усо, поки не вийшов колишній союзник останніх, Семі Зейн, але під час бійки той випадково вдарив Рейнса ногою. На наступному епізоді RAW Зейн мав конфлікт з Усо, причому Джиммі стверджував, що Зейн навмисно поцілив у Рейнса. Тоді Джей закликав Зейна з'явитися на SmackDown того ж тижня, щоб обговорити все з Романом. На SmackDown Зейн з'явився і сказав, що йому приємно знову бути з Рейнсом і близнюками Усо, але він возз'єднається з ними тільки якщо Рейнс вибачиться перед Джеєм за своє минуле погане поводження з ним, але Рейнс відмовився. Пізніше, тієї ж ночі Роман зійшовся у перепалці з Сікоа та його «Родоводом», а Сікоа викликав Рейнса та його команду за вибором на матч «Військові Ігри» на Survivor Series: WarGames. Сікоа представив Зейна як п'ятого члена команди, але той напав на Сікоа, і Рейнс визнав Зейна, офіційно возз'єднавши оригінальний «Родовід» Рейнса, Усо і Зейна. Потім було оголошено, що оригінальний «Родовід» зустрінеться з новим в матчі «Військові Ігри» на Survivor Series. Це має бути матч 5-на-5, тож обом командам потрібен 5-ий член, якого вони мають знайти до старту шоу. Зейн у випуску RAW від 11 листопада просив бути п'ятим союзником Сета «Фрікін» Ролінса, але той відмовив, заявивши, що знає Рейнса як ніхто інший і Семі дарма вписався у цю історію на стороні Романа. У епізоді SmackDown від 15 листопада, Родовід включив у склад команди на «Військові Ігри» представника бренду RAW Бронсона Ріда. Під час епізоду SmackDown від 22 листопада, Пол Гейман здійснив своє повернення й представив 5-ого члена команди оригінального Родоводу - представника бренду RAW Сі Ем Панка. В епізоді SmackDown від 29 листопада Джей зустрівся з Фату у бою, щоб визначити, яка команда матиме перевагу у «Військових Іграх». Перемогу здобув Фату.
На SummerSlam Гюнтер переміг Деміана Пріста завдяки зраді Фінном Балором останнього й завоював титул чемпіона світу у важкій вазі. Три місяці по тому, в епізоді RAW від 4 листопада, Пріст виграв чотиристоронній бій, аби отримати реванш за титул, який було затверджено для шоу Survivor Series: WarGames.
На шоу Bad Blood Лів Морган захищала титул чемпіонки світу серед жінок у бою проти Рії Ріплі, який Рія виграла, але не здобула чемпіонський пояс через напад Ракель Родрігес й, відповідно, дискваліфікацію Лів. Оскільки чемпіонство не переходить з рук в руки через дискваліфікацію або відрахування за стандартними правилами, Морган залишилася чемпіонкою. Згодом Родрігес стала членкинею Судного Дня доєднавшись до Морган. 29 жовтня, в епізоді NXT Ріплі зазнала жорстокого нападу Морган і Родрігес на парковці WWE Performance Center, отримавши травму орбітальної кістки і вибула з ладу на невизначений період часу. На Crown Jewel, 2 листопада Морган перемогла чемпіонку WWE серед жінок Наю Джакс з бренду SmackDown і здобула титул першої чемпіонки Crown Jewel після втручання Родрігес та «Брудного» Домініка Містеріо. У наступному епізоді RAW, Морган, Родрігес і Містеріо святкували її перемогу, перш ніж їх перервали командні чемпіонки WWE Б'янка Белер і Джейд Каргілл, після чого розпочалася бійка між цими двома командами. Пізніше, тієї ж ночі, відбувся матч за правилами Battle Royal, щоб визначити наступну суперницю Морган, під час якого Морган і Родрігес усунули Белер і Каргілл, незважаючи на те, що не брали участі в матчі й який в кінцевому підсумку виграла Ійо Скай. Через тиждень Белер і Каргілл перемогли Морган і Родрігес, й зберегли свої командні титули. Того ж тижня на SmackDown Морган і Родрігес напали на Белер і Каргілл за лаштунками під час захисту титулу Джакс у двобої з Наомі, який Ная врешті-решт виграла після втручання своїх союзників, Тіффані Страттон і Кендіс ЛеРей. У наступному епізоді RAW команди Белер, Каргілл, Наомі та Скай і Морган, Родрігес, Джакс, Страттон і ЛеРей протистояли одна одній, перш ніж Ріплі несподівано повернулася як п'ятий член команди Белер для бійки між командами. Згодом матч WarGames між двома командами було заплановано на Survivor Series: WarGames. Під час епізоду SmackDown за 22 листопада, на Каргілл за лаштунками напав невідомий, в результаті чого вона вибула з активного ростеру на невизначений термін. В епізоді RAW від 25 листопада Белер, завдяки Бейлі, перемогла Джакс у матчі за перевагу у «Військових Іграх». Як наслідок, Бейлі замінила Каргілл у складі команди.
В епізоді RAW від 18 листопада Брон Брейккер захищав титул Інтерконтинентального чемпіона  у бою проти Шеймуса. Під час матчу Людвіг Кайзер з Імперіуму, який протягом останніх кількох місяців був втягнутий у суперництво з Шеймусом, напав на Брейккера, що призвело до перемоги по дискваліфікації для Брона і це зберегло для нього титул. Наступного тижня Брейккер зустрівся з Кайзером у нетитульному поєдинку, який закінчився перемогою Кайзера по дискваліфікації після нападу Шеймуса на нього. Згодом між усіма трьома чоловіками сталася бійка. Генеральний менеджер RAW Адам Пірс призначив Брейккеру захист титулу проти Шеймуса і Кайзера в тристоронньому матчі на Survivor Series: WarGames.
Після успішного захисту Ел Ей Найтом титулу чемпіона США в епізоді SmackDown від 15 листопада, той зазнав жорстокого нападу з боку Шінсуке Накамури, що повернувся після довгої паузи у виступах наживо. Японець знову напав на Найта наступного тижня після ще одного успішного захисту титулу. 25 листопада, в епізоді RAW було оголошено, що Найт захищатиме титул у матчі з Накамурою на Survivor Series: WarGames.

## Матчі
| №                                                    | Результати | Умови                                                    | Час   |
| ---------------------------------------------------- | --- | -------------------------------------------------------- | ----- |
| 1                                                    | Рія Ріплі, Б'янка Белер, Ійо Скай, Наомі та Бейлі перемогли Судний день (Лів Морган і Ракель Родрігес), Наї Джакс, Тіффані Страттон і Кендіс ЛеРей утриманням опонентки.                       | Командний жіночий матч «Військові Ігри»                  | 38:15 |
| 2                                                    | Шінсуке Накамура переміг Ел Ей Найта (c) утриманням опонента. | Одиночний матч за Чемпіонство Сполучених Штатів WWE      | 9:45  |
| 3                                                    | Брон Брейккер (c) переміг Шеймуса та Людвіга Кайзера утриманням опонента. | Тристоронній матч за Інтерконтинентальне чемпіонство WWE | 14:25 |
| 4                                                    | Гюнтер (c) переміг Деміана Пріста технічним підкоренням. | Одиночний матч за Чемпіонство світу у важкій вазі        | 19:20 |
| 5                                                    | Роман Рейнс, Брати Усо (Джиммі та Джей), Семі Зейн та Сі Ем Панк (з Полом Гейманом) перемогли Родовід (Соло Сікоа, Джейкоб Фату, Тама Тонга і Тонга Лоа) та Бронсона Ріда утриманням опонента. | Командний чоловічий матч «Військові Ігри»                | 41:55 |
| \| (c) \| – чемпіон(-и) на момент старту поєдинку \| | |                                                          |       |
| (c)                                                  | – чемпіон(-и) на момент старту поєдинку |                                                          |       |